# Vysoký kámen (Jihlava)
Vysoký kámen je základní sídelní jednotka města Jihlava v okrese Jihlava. Má výměru 598 ha. Území je pojmenované podle vrchu Vysoký kámen (661 m).

## Obyvatelstvo
V roce 2001 ve Vysokém kameni bydlelo 184 občanů, o deset let později zde žilo 149 obyvatel.

## Poloha
Nachází se na severním okraji města Jihlava. Sousedí s Petrovicemi, Zvonějovem, Antonínovým Dolem, Červeným Křížem, Novým Pávovem, Zbornou a Smrčnou.